# Chaerephon ansorgei
Chaerephon ansorgei (Thomas, 1913) è un Pipistrello della famiglia dei Molossidi diffuso nell'Africa subsahariana.

## Descrizione

### Dimensioni
Pipistrello di piccole dimensioni, con la lunghezza totale tra 99 e 119 mm, la lunghezza dell'avambraccio tra 43 e 48 mm, la lunghezza della coda tra 32 e 46 mm, la lunghezza del piede tra T15 e 17 mm, la lunghezza delle orecchie tra 15 e 23 mm e un peso fino a 24,5 g.

### Aspetto
La pelliccia è corta, soffice e densa, sparsa sulla nuca e termina sulla groppa. Le parti dorsali variano dal bruno-grigiastro scuro al marrone scuro o bruno-rossastro talvolta con delle chiazze biancastre, mentre le parti ventrali sono più chiare tranne la gola che può essere marrone o nerastra specialmente nei maschi. Il labbro superiore ha 6-7 pieghe ben distinte ed è ricoperto di corte setole. Il mento è privo di peli. Le orecchie sono grigio chiare o bruno-rossastre e sono unite anteriormente da una membrana a forma di V che contiene una cresta di peli scuri all'interno di una sacca superficiale, più consistente nei maschi. Il trago è molto piccolo, squadrato, mentre l'antitrago è molto grande e trapezoidale. Le membrane alari sono bruno-rossastre o grigio chiare e semi-trasparenti. La coda è lunga, tozza e si estende per più della metà oltre l'uropatagio. Il cariotipo è 2n=48 FNa=66-68.

### Ecolocazione
Emette ultrasuoni a basso ciclo di lavoro sotto forma di impulsi a banda stretta e frequenza quasi costante a circa 17,8 kHz. Oltre alla fondamentale sono presenti altre due armoniche.

## Biologia

### Comportamento
Si rifugia in piccoli crepacci e fessure nelle rupi e all'interno di grotte, miniere e occasionalmente in edifici. Le attività di caccia iniziano al tramonto. Il volo è rapido ed agile.

### Alimentazione
Si nutre di insetti volanti catturati negli spazi aperti..

### Riproduzione
Le nascite avvengono in novembre e aprile. Danno alla luce un piccolo alla volta.

## Distribuzione e habitat
Questa specie è diffusa in Costa d'Avorio nord-orientale, Nigeria orientale, Repubblica Centrafricana, Sudan del Sud meridionale, Etiopia centrale, Repubblica Democratica del Congo orientale e meridionale, Uganda, Kenya, Tanzania, Zambia, Angola settentrionale, Zimbabwe e provincia sudafricana del KwaZulu-Natal.
Vive nelle savane alberate, inclusi boschi di Isoberlinia, Acacia-Commiphora e Miombo e in ambienti montani.

## Conservazione
La IUCN Red List, considerato il vasto areale, la popolazione presumibilmente numerosa e la presenza in diverse aree protette, classifica C.ansorgei come specie a rischio minimo (Least Concern)).